# Ingemar Ulveson
Ingemar Ulveson, född 11 april 1917 i Agunnaryds församling, Kronobergs län, död 29 augusti 1994, var en svensk jurist.
Ulveson avlade juris kandidatexamen vid Uppsala universitet 1939 och blev, efter tingstjänstgöring i Norrköping, fiskal i Göta hovrätt 1945 och assessor i hovrätten för Västra Sverige 1952. Han var sakkunnig i inrikes-, handels-, ecklesiastik- och justitiedepartementet 1953–1960, och  byråchef för lagärenden i ecklesiastikdepartementet 1955–1959. Han utnämndes till hovrättsråd i Göta hovrätt 1959 och var hovrättslagman i Svea hovrätt 1966–1969. Ulveson var justitieråd 1969–1983, och ledamot av lagrådet 1968–1969 samt 1975–1977
Ulveson har även haft andra uppdrag. Exempelvis var han ordförande för skolförfattningssakkunniga 1957–1959 vilket följdes av uppdraget som ledamot av lagberedningen 1960–1963. Därpå åtog han sig rollen som ordförande för immissionssakkunniga 1963–1966 och som ledamot i Naturvårdsverkets styrelse  1968–1969. Detta följdes av 12 år som ledamot i Luftvårdsrådet (1969–1981).
År 1970 tog han sig an rollen som ordförande för utredningen om professorstillsättningar, en roll han behöll fram till 1973. Då hade han redan uppdraget som ledamot i Statens råd för samhällsforskning, vilket han behöll i fem år fram till 1977. Åren 1975–1979 var han ordförande för stiftelseutredningen. Delvis parallellt med detta var han ordförande i Nämnden för bedömning av läkemedelsinformation (1977–1991). Åren 1982–1986 var han ordförande i produktåterkallelsekommittén. Då hade han redan tagit på sig rollerna som ordförande i Statens grupplivnämnd (1980–1987), ordförande i Carnegiestiftelsen (från 1980) samt som ordförande i Skiljenämnden i vissa trygghetsfrågor (1981–1990).